# Витебский вокзал
Ви́тебский вокзал (ранее Царскосельский, затем Детскосельский) — пассажирский терминал станции Санкт-Петербург-Витебский. Расположен по адресу: Загородный проспект, 52.
Один из пяти действующих вокзалов Санкт-Петербурга. Старейший железнодорожный вокзал из сохранившихся в Санкт-Петербурге и России. Здание вокзала является объектом культурного наследия народов России и охраняется государством.

## История вокзала
Витебский — первый вокзал в Петербурге и России, носивший после открытия название Санкт-Петербургского, с 1900 года стал называться Царскосельским вокзалом Московско-Виндаво-Рыбинской железной дороги. В 1918 году был переименован в Детскосельский, одновременно с переименованием Царского Села в Детское Село. В 1920-х годах в справочных изданиях иногда встречается двойное название Детскосельский (Витебский), а в 1935 году вокзал получил название Витебский.
Первоначально для станции в Петербурге и опытной, первой в России Царскосельской железной дороги планировалось построить каменное здание на берегу Фонтанки возле Обуховского моста, но не удалось выкупить землю у владельца. 7 июля 1836 года при этом уже было начато строительство Павловского вокзала. В 1837 году был выделен небольшой участок земли на Загородном проспекте и в августе было начато строительство временного, с расчётом на 1-2 года эксплуатации, двухэтажного деревянного здания вокзала, которое было открыто с началом движения на участке Санкт-Петербург — Царское Село 30 октября (11 ноября) 1837 года. Первым отправившимся со станции поездом стал паровоз «Проворный» с руководителем строительства железной дороги и инженером Францем Герстнером в качестве машиниста, а также с почётными пассажирами, среди которых был император Николай I.
В 1849—1851 годах было построено новое двухэтажное каменное здание вокзала архитектора К. А. Тона. В 1876 году вокзал был перестроен и просуществовал в таком виде до начала XX века, когда стало очевидно, что он нуждается в расширении и реконструкции. В январе 1900 года Царскосельская железная дорога была выкуплена обществом Московско-Виндаво-Рыбинской железной дороги. Потребовалось новое, более представительное пассажирское здание вокзала. Рядом с вокзалом был спроектирован Императорский павильон для поездов царской семьи. В качестве промежуточного варианта пришлось снова построить временный деревянный вокзал, уже четвёртый по счёту, который называли просто павильоном. Только после этого приступили к разборке старого здания вокзала и возведению Императорского павильона, который был готов к ноябрю 1901 года. В 1902 году началось строительство нового здания вокзала.

## Вокзал 1904 года постройки
В 1904 году общество Московско-Виндаво-Рыбинской железной дороги завершило строительство линии от Павловска до Витебска и в том же году 1 августа открыло построенное современное здание вокзала в стиле модерн по проекту академика архитектуры С. А. Бржозовского. В строительстве участвовали гражданский инженер С. И. Минаш, инженер А. Г. Голубков.
В проекте заложена непривычная для того времени архитектура, включающая обилие металла. Этот вокзал — одно из первых общественных зданий в стиле модерн.
Ярко выражена непривычная для начала XX века планировка здания, когда крупные объёмы группируются асимметрично, с учётом их функционального назначения. В этой постройке чётко прослеживается основной принцип возведения зданий модерна «изнутри → наружу». Внешний облик вокзала отражает его внутреннюю конструкцию, которая в свою очередь создана исходя из рациональных соображений.
При открытии вокзал получил восторженную оценку современников. Здание имеет оригинальное купольное завершение, часовую башню, дебаркадер вокзала имеет арочное перекрытие (автор инженер В. С. Персон).

### Элементы вокзала
Главный северный фасад вокзала выходит на Загородный проспект. Этот фасад простирается от башни с часами с левой стороны до вестибюля и полукруглого перехода к западному фасаду с правой.
Железные решётки балконов вокзала исполнены коваными рисунками, напоминающими лиру. Как об этом писали на момент открытия вокзала, «своеобразного рисунка». Оригинальные ажурные козырьки над многочисленными входами вокзала выполнены по индивидуальным проектам.

#### Главный фасад
Основное помещение вокзала  — гигантский вестибюль с парадной лестницей. Высота зала составляет более двадцати метров, зал венчает металлический купол. Парадная лестница зала является доминантой помещения, она украшена мраморными перилами с декоративными бронзовыми вставками. Освещение зала выполнено с использованием естественного освещения: дневной свет проходит в зал через расположенные по всем стенам витражные окна. Искусственный свет создаётся с помощью электрических светильников, расположенных по периметру зала. Они выполнены из железа и окрашены в чёрный цвет.
Между окнами в простенках установлены лепные панно, окрашенные под цвет старой бронзы. На них изображены голова Меркурия и женские головки в обрамлении стилизованных растительных орнаментов. Этот выбор не случаен: Меркурий является богом торговли и путешествий.
На фасаде вестибюля — масштабный ризалит с большой витражной аркой. Её оформление перекликается с аркой на здании магазина братьев Елисеевых на Невском проспекте, построенного по проекту гражданского инженера Г. В. Барановского в 1902—1903 годах.
Парадный вход наверху украшен гербами Петербурга и Витебска, конечных пунктов Витебской железнодорожной линии на момент постройки вокзала.
Кроме вестибюля, вертикальной доминантой здания служит высокая часовая башня, имеющая эффектный живописный силуэт.
Переход между фасадами оформлен колоннами, стилизованными под дорический ордер.

#### Восточный и западный фасады
Большую часть фасадов занимает трёхсводчатый дебаркадер, выполненный по проекту инженера В. С. Герсона.
Арки дебаркадеров металлические, клёпаные, изначально перекрыты стеклом. В качестве ограждений используются решётки из листового железа, украшенные металлическими цветами. Дебаркадер не покрывает платформы целиком, примерно треть перронов находится под открытым небом.
Восточный фасад здания имеет утилитарное назначение, его формируют два объёма: комплекс помещений центрального фасада, увенчанный часовой башней, и объём маршевой лестницы и лифта для пассажиров. После строительства станции метрополитена с этой стороны здания, основная часть потока пассажиров дальнего следования пользуется этой лестницей.
Со стороны западного фасада организовано отправление пригородных поездов, в этой части здания расположены кассы пригородного сообщения. Для обеспечения работы автоматизированной системы контроля оплаты проезда пассажирами пригородных поездов были установлены металлические решётки, существенно изменившие общий вид здания.

### Особенности проекта вокзала
На вокзале очень широко использовались различные сложные технические новинки, многие решения были новаторскими для того времени:
- лифты для багажа и пассажиров;
- транспортёры;
- рельсовое полотно, расположенное на втором этаже,
- широко использовалось электричество.

Практически все части вокзала (балконы, лестничные спуски и пролёты, витражи, фонари) украшены художественной ковкой. На башне с часами изображены рельефы сов. Один из залов украшен картинами, посвящёнными истории Царскосельской железной дороги (художники Н. С. Самокиш и Е. П. Самокиш-Судковская).

### Сохранность и реставрация
Несмотря на то, что зданию вокзала на момент принятия решения о проведении реставрационных работ не исполнилось ста лет, при обследовании здания было выявлено, что суровый климат Санкт-Петербурга и тяжёлая экологическая обстановка в центре города в конце XX века нанесли памятнику архитектуры внушительный ущерб. До этого момента комплексных реставрационных работ на вокзале не проводились.
В 2001—2003 годах, к 300-летию Санкт-Петербурга были проведены работы в рамках программы по реставрации и восстановлению вокзалов города. Работы включали в себя реконструкцию вокзала, в ходе которой были проведены следующие работы:
- восстановлен купол,
- воссоздана окраска здания, по отчётам 1904 года желтовато-сероватый,
- восстановлены оригинальные окна фасада, выполненные по оригинальным чертежам,
- обновлён лепной орнамент,
- заново декорирована парадная мраморная лестница,
- воссоздано Императорское кафе,
- обновлены отливки орнаментов,
- исправлены эксплуатационные дефекты конструкции дебаркадера и навесов,
- были восполнены утраченные элементы первоначального проекта, отреставрирован металлодекор.

По результатам обследования состояния здания, сохранность подлежащего реставрации наружного металлодекора составляла около 2 %. По этой причине реставраторам пришлось заниматься полным воссозданием исторического памятника.
В качестве примера можно привести работы специалистов фирмы «Гранит», в задачу которых входило воссоздание козырьков над входами: работы включали в себя создание полностью утраченных деталей по сохранившейся исторической документации, а также ковка деталей по образцу, коими служили аналоги и оставшиеся детали.
Конструктивной особенностью здания являлось использование в качестве крепежа огромного количества заклёпок, сварка применялась минимально. Эти работы были повторены, для чего приходилось использовать большой ассортимент типоразмеров заклёпок, изготовленных вручную. Все работы велись под надзором КГИОП, что гарантирует сохранность памятника.
Рабочий ввод системы АСКОП (автоматизированная система контроля оплаты проезда) пассажирами пригородных поездов состоялся 14 июля 2001 года.

## История станции
Первоначально станция имела название: Санкт-Петербург Царскосельской железной дороги.
В 1849 году границы станции были увеличены, сооружена боковая ветвь в паровозные мастерские и окончено строительство паровозного сарая.
В 1863 году устроен подъездной путь от завода общественного столичного освещения до путей к локомотивному депо длиной 106,5 сажень.
2 января 1900 года она перешла в ведение Московско-Виндаво-Рыбинской железной дороги и была переименована в Санкт-Петербург Московско-Винадаво-Рыбинской железной дороги.
В 1904 году в связи со строительством товарной станции, пассажирская станция получила название: Санкт-Петербург пассажирский Московско-Виндавско-Рыбинской железной дороги.
В 1904 году при перешивке линий на русскую колею главные пути были выведены за границу депо.
18 августа 1914 года высочайшим повелением город Санкт-Петербург переименован в Петроград. Министерство путей сообщения, по докладу управления железных дорог, от 20 августа 1914 года за № 3647, признало переименовать станции Санкт-Петербург в Петроград. Станция стала называться Петроград пассажирский Московско-виндаво-Рыбинской железной дороги.
Согласно приказу НКПС № 1115 от 16 июня 1920 года Московско-Виндаво-Рыбинская железная дорога была расформирована и Петроградская сеть перешла в введение Северо-Западных железных дорог, станция получила название Петроград Витебский.
В 1924 году согласно телеграммы НКПС от 12 февраля 1924 года петроградские станции переименованы в ленинградские. Вокзал получил новое название: Ленинград Витебский.
В 1926 году новое название: Ленинград-Пассажирский Витебский.
В 1929 году Октябрьская железная дорога и Северо-Западные железные дороги были слиты в одну Октябрьскую железную дорогу. Станция вошла в состав данной дороги.
С 1940 года по 1942 год станция в ведении Ленинградской железной дороги.
С 1942 года по 1947 год станция в ведении Октябрьской железной дороги.
С 1947 года по 1953 год вновь в составе Ленинградской железной дороги.
С 1953 года станция снова в составе Октябрьской железной дороги.
В 1971 году присвоен код ЕСР № 0518, 1975 году присвоен новый код ЕСР № 05180, 1985 году станция получила новый код АСУЖТ (ЕСР) № 033061.
В 1982 году станции присвоен код Экспресс-2 № 20103, 1994 году станция Ленинград-Пассажирский-Витебский переименована в Санкт-Петербург-Пассажирский- Витебский и получила новый код Экспресс-3 № 2004003.

## Пути и платформы
Путевое развитие вокзала состоит из 8 путей, вокруг которых сооружены 5 высоких платформ. Платформа № 5 состоит из высокой и низкой частей. Первые 4 пути лишены электрификации и заходят под дебаркадер (восточный и центральный нефы). Остальные 4 пути предназначены для пригородного сообщения и электрифицированы, причём пути № 3 и № 1 упираются в западный неф дебаркадера, но не заходят под него. За пределами дебаркадера, на платформах № 1—3 построены навесы.

## Памятники и мемориалы
В 1987 году в специальном стеклянном павильоне установлен макет поезда с паровозом «Проворный», совершившего первый в России рейс из Петербурга в Царское Село в 1837 году. В 2017 году павильон демонтировали, а паровоз отправили на станцию Царскосельская Южной трассы МОЖД.
30 октября 2007 года в честь 170-летия российских железных дорог в Световом зале вокзала открыт памятник Ф. А. Герстнеру, австрийскому инженеру, строителю первой железной дороги в России.
Также Герстнеру и локомотиву «Проворный» посвящена мемориальная табличка на фасаде здания. Она установлена на изогнутой колоннаде здания, связывающей северный и западный фасады.
В августе 2014 года у входа в вокзал был открыт памятник героям Первой мировой войны.

## Императорский павильон
Со стороны Введенского канала Московско-Виндаво-Рыбинской железной дорогой был построен Императорский павильон Императорской ветки, примыкавший к вокзалу, откуда отправлялись поезда членов императорской фамилии и иностранные делегации.

## Вокруг вокзала
В отличие от других вокзалов Санкт-Петербурга, перед ним нет большой привокзальной площади: центральный фасад здания выходит на Загородный проспект, восточный фасад выходит на небольшой проезд, который после Великой Отечественной войны был назван именем П. Д. Винокурцева. Западный фасад здания при постройке выходил на Введенский канал, после его засыпки в 1965—1971 годах теперь выходит на улицу Введенского канала.
Через Обводный канал по ходу следования железной дороги был перекинут Царскосельский железнодорожный мост.
Рядом с вокзалом в 1956 году был построен наземный вестибюль станции метро «Пушкинская». В 2008 году открылась пересадочная с ней станция «Звенигородская».
Напротив Витебского вокзала на противоположной стороне Загородного проспекта находится Военно-медицинский музей, крупнейший российский историко-медицинский музей мирового класса. Перед этим музеем находится сквер, в котором до сноса в 1933 году находился Введенский собор лейб-гвардии Семёновского полка.
До декабря 1995 года у Витебского вокзала действовало троллейбусное кольцо. Его остатки можно наблюдать и в настоящее время.

## Направления, перевозчики
Поезда дальнего следования с Витебского вокзала ходят в Беларусь, а также в Абхазию. До 2020 года поезда также ходили на Украину и в Молдову.
Пригородное сообщение обслуживает Северо-Западная пригородная пассажирская компания.
С вокзала электрички отправляются в Павловск, Новолисино, Посёлок и Оредеж.

## В культуре
Благодаря своему колоритному дебаркадеру, вокзал часто «играет роли» других вокзалов. На Витебском вокзале сняты сцены многих фильмов, в том числе, где действие разворачивается в другом городе и (или) на другом вокзале, в частности:
- «Приключения Шерлока Холмса и доктора Ватсона» (Витебский вокзал играет роль лондонского вокзала «Виктория»)[30][31] и «Приключения Шерлока Холмса и доктора Ватсона: Двадцатый век начинается»,
- «Вокзал для двоих» (вымышленный город Заступинск),
- «Брат» (фильм начинается в Приозерске, герой должен прибывать в город с Финляндского направления, но режиссёр фильма Алексей Балабанов хотел снять небольшой отрезок фильма в самом красивом вокзале),
- «Улицы разбитых фонарей»,
- «О чём говорят мужчины. Продолжение» (герои приехали в Санкт-Петербург на поезде Адлер — Мурманск, который прибывает на Ладожский вокзал),

- на Витебский, в 1918 году ещё Царскосельский вокзал прибывает поезд с героями песни Александра Розенбаума «Путешествие из Одессы в Петроград»:

И вот на горизонте Царскосельский вокзал
Встречает урков с мясом пирожками.

- В 2019 году на Витебском вокзале снимался фильм «Серебряные коньки».
- «Майор Гром: Игра» (в ячейке камеры хранения Призрак оставил Грому ящик с загадкой, которую он должен решить для предотвращения взрыва)
- Парадный зал с мраморной лестницей появляется в фильме "Про Лелю и Миньку" (All About My Sister) (2019) Анны Чернаковой.